# Бизов Олексій Петрович
Олексій Петрович Бизов (14 жовтня 1904, село Петровка Симбірського повіту Симбірської губернії, тепер Чердаклинського району Ульяновської області, Російська Федерація — 31 серпня 1982, місто Ульяновськ, тепер Російська Федерація) — радянський діяч органів держбезпеки, міністр державної безпеки Казахської РСР, міністр внутрішніх справ Узбецької РСР, голова КДБ при РМ Узбецької РСР, генерал-майор. Депутат Верховної ради СРСР 3—5-го скликань.

## Біографія
Народився в родині землеміра-таксатора. У вересні 1919 — березні 1920 року — агент Симбірського міського житлового відділу. У 1920 році закінчив гімназію в Симбірську. У березні 1920 — січні 1921 року — цензор військово-центрального відділення в Симбірську. У 1921 році закінчив школу 2-го ступеня в Симбірську.
З січня 1921 до 1922 року — секретар інформаційного відділення Симбірської губернської надзвичайної комісії (ЧК). Одночасно в 1921—1922 роках навчався в практичному інституті народної освіти в Симбірську, закінчив перший курс. З 1922 до вересня 1923 року — уповноважений і помічник начальника інформаційного відділення Симбірської губернської надзвичайної комісії — губернського відділу ДПУ.
Член РКП(б) з травня 1923 року.
У вересні 1923 — 1924 року — уповноважений, з 1924 до 1925 року — начальник секретного відділу Саратовського губернського відділу ДПУ. У 1925—1926 роках — уповноважений особливого відділу, в 1926—1927 роках — старший уповноважений секретного відділу Саратовського губернського відділу ДПУ. У 1927—1928 роках —  помічник начальника інформаційного відділу Саратовського губернського відділу ДПУ.
Одночасно в 1928 році закінчив два курси права та господарства Державного університету імені Чернишевського в Саратові.
1 жовтня 1928 — 1 травня 1929 року — помічник начальника інформаційного відділу Повноважного представництва ОДПУ по Нижньоволзькому краю. З 1 травня до 1 грудня 1929 року — начальник інформаційного відділу Астраханського окружного відділу ДПУ. 1 грудня 1929 — 1 серпня 1930 року — начальник 2-го відділення секретного відділу Повноважного представництва ОДПУ по Нижньоволзькому краю. 1 серпня 1930 — квітень 1931 року — начальник 1-го відділення інформаційного відділу Повноважного представництва ОДПУ по Нижньоволзькому краю. У квітні 1931 — 1932 року — начальник 4-го відділення секретно-політичного відділу Повноважного представництва ОДПУ по Нижньоволзькому краю. У 1932 — січні 1934 року — помічник начальника секретно-політичного відділу Повноважного представництва ОДПУ по Нижньоволзькому краю.
У січні — липні 1934 року — помічник начальника секретно-політичного відділу Повноважного представництва ОДПУ по Сталінградському краю. У липні 1934 — серпні 1936 року — заступник начальника секретно-політичного відділу (4-го відділу) УДБ УНКВС по Сталінградському краю.
1 серпня 1936 — 3 липня 1938 року — начальник 4-го відділу УДБ УНКВС по Кримській АРСР.
У липні 1938 — 20 січня 1939 року — заступник начальника Управління робітничо-селянської міліції НКВС по Татарській АРСР.
20 січня 1939 року заарештований за ухвалою слідчої частини НКВС, звинувачений за статтями 58-2 та 58-11 КК РРФСР. 21 липня 1939 роуц справу припинено.
У вересні 1939 — 23 листопада 1940 року — заступник начальника відділу залізничної міліції НКВС залізниці імені Куйбишева. 23 листопада 1940 — 12 листопада 1941 року — начальник дорожнього відділу залізничної міліції НКВС залізниці імені Куйбишева.
12 листопада 1941 — 25 червня 1942 року — начальник Управління міліції — заступник начальника УНКВС по Куйбишевській області з міліції. 25 червня 1942 — травень 1943 року — заступник начальника УНКВС по Куйбишевській області з оперативної роботи. 4 червня 1943 — 8 липня 1944 року — заступник начальника УНКДБ по Куйбишевській області.
8 липня 1944 — 15 квітня 1946 року — начальник УНКДБ (УМДБ) по Брянській області.
15 квітня 1946 — 21 вересня 1951 року — міністр державної безпеки Казахської РСР.
21 вересня — 14 листопада 1951 року — начальник 1-го Управління МДБ СРСР. 25 грудня 1951 — 14 червня 1952 року — начальник 5-го Управління МДБ СРСР.
14 червня 1952 — 16 березня 1953 року — начальник УМДБ по Ростовській області.
16 березня 1953 — 17 квітня 1954 року — міністр внутрішніх справ Узбецької РСР.
20 квітня 1954 — 11 лютого 1960 року — голова КДБ при Раді міністрів Узбецької РСР.
З 11 лютого до листопада 1960 року — в розпорядженні Управління кадрів КДБ СРСР.
У листопаді 1960 — лютому 1963 року працював завідувачем відділу вивчення структури та роботи держапарату Комісії радянського контролю Ради міністрів Узбецької РСР.
У квітні 1963 — серпні 1966 року — начальник секретаріату Президії Верховної ради Узбецької РСР.
З серпня 1966 року — на пенсії в Ульяновську. Помер 31 серпня 1982 року в Ульяновську, похований на Північному цвинтарі.

## Звання
- капітан державної безпеки (22.03.1936)
- майор міліції (10.05.1940)
- майор державної безпеки (5.08.1942)
- полковник державної безпеки (14.02.1943)
- комісар державної безпеки (18.03.1944)
- генерал-майор (9.07.1945)

## Нагороди
- орден Леніна (12.05.1945)
- два ордени Червоного Прапора (3.11.1944, 24.11.1950)
- два ордени Трудового Червоного Прапора (29.10.1949)
- орден Червоної Зірки (2.07.1942)
- медаль «За перемогу над Німеччиною у Великій Вітчизняній війні 1941—1945 рр.» (1945)
- сім медалей
- знак «Почесний працівник ВНК-ДПУ(XV)» (8.04.1934)
- знак «Почесний співробітник держбезпеки» (23.12.1957)